# Ґостомія (Мазовецьке воєводство)
Ґостомія (пол. Gostomia) — село в Польщі, у гміні Нове-Място-над-Пилицею Груєцького повіту Мазовецького воєводства.
Населення — 193 особи (2011).
У 1975-1998 роках село належало до Радомського воєводства.

## Демографія
Демографічна структура станом на 31 березня 2011 року:
|          | Загалом | Допрацездатний вік | Працездатний вік | Постпрацездатний вік |
| -------- | ------- | ------------------ | ---------------- | -------------------- |
| Чоловіки | 102     | 16                 | 69               | 17                   |
| Жінки    | 91      | 12                 | 48               | 31                   |
| Разом    | 193     | 28                 | 117              | 48                   |